# Heteromys spectabilis
Heteromys spectabilis is een zoogdier uit de familie van de wangzakmuizen (Heteromyidae). De wetenschappelijke naam van de soort werd voor het eerst geldig gepubliceerd door Genoways in 1971.

## Voorkomen
De soort komt voor in Mexico.